# Hapoel Tel Aviv Basketball Club
L'Hapoel Tel Aviv B.C. è una società cestistica, parte della società polisportiva Hapoel Tel Aviv, avente sede a Tel Aviv, in Israele. Fondata nel 1935, nel 2006 è dovuta ripartire dalle serie inferiori del campionato israeliano a causa di gravi problemi finanziari.
Disputa le partite interne nell'Drive-In Arena che ha una capacità di 3.504 spettatori.

## Storia
Nel 2025 vince per la prima volta l'Eurocup.

## Palmarès

### Titoli nazionali
- Campionato israeliano: 5

1959-1960, 1960-1961, 1964-1965, 1965-1966, 1968-1969
- Coppa di Israele: 4

1961-1962, 1968-1969, 1983-1984, 1992-1993
- Liga Leumit: 3

1997-1998, 2001-2002, 2011-2012

### Titoli internazionali
- Eurocup: 1

2024-2025

## Roster 2025-2026
Aggiornato al 21 luglio 2025.
|    | Naz.                                           | Ruolo | Sportivo         | Anno | Alt. | Peso |  |
| -- | ---------------------------------------------- | ----- | ---------------- | ---- | ---- | ---- |  |
| 0  | Stati Uniti (bandiera)                         | AG    | Johnathan Motley | 1995 | 206  | 104  |  |
| 2  | Stati Uniti (bandiera)                         | G     | Antonio Blakeney | 1996 | 193  | 89   |  |
| 9  | Israele (bandiera)                             | G     | Guy Palatin      | 2000 | 193  | 88   |  |
| 10 | Israele (bandiera) · Germania (bandiera)       | G     | Bar Timor        | 1992 | 190  | 85   |  |
| 14 | Israele (bandiera)                             | AG    | Oz Blayzer       | 1992 | 201  | 101  |  |
| 24 | Stati Uniti (bandiera) · Uganda (bandiera)     | A     | Ish Wainright    | 1995 | 196  | 113  |  |
| 26 | Israele (bandiera)                             | P     | Yam Madar        | 2000 | 190  | 82   |  |
| 41 | Israele (bandiera)                             | AG    | Tomer Ginat      | 1994 | 202  | 98   |  |
| 51 | Brasile (bandiera)                             | AG    | Bruno Caboclo    | 1995 | 206  | 99   |  |
|    | Stati Uniti (bandiera)                         | G     | Elijah Bryant    | 1995 | 196  | 95   |  |
|    | Stati Uniti (bandiera) · Armenia (bandiera)    | P     | Chris Jones      | 1993 | 188  | 91   |  |
|    | Canada (bandiera)                              | PG    | Tyler Ennis      | 1994 | 191  | 88   |  |
|    | Stati Uniti (bandiera)                         | AP    | Collin Malcolm   | 1997 | 200  | 91   |  |
|    | Serbia (bandiera)                              | PG    | Vasilije Micić   | 1994 | 191  | 85   |  |
|    | Stati Uniti (bandiera) · Porto Rico (bandiera) | C     | Tai Odiase       | 1995 | 206  | 109  |  |
|    | Stati Uniti (bandiera) · Nigeria (bandiera)    | C     | Daniel Oturu     | 1999 | 203  | 109  |  |
|    | Israele (bandiera)                             | AG    | Itay Segev       | 1995 | 204  | 101  |  |
|    | Israele (bandiera)                             | P     | Iftah Ziv        | 1995 | 191  | 86   |  |

### Staff tecnico
| Allenatore: | Dīmītrīs Itoudīs                          |
| Assistenti: | Stefanos Dedas, Barak Lederer, Gil Salter |